# Kolodne, Zbaraj
Kolodne (în ucraineană Колодне) este localitatea de reședință a comunei Kolodne din raionul Zbaraj, regiunea Ternopil, Ucraina.

## Demografie
Componența lingvistică a localității Kolodne
     Ucraineană (97,51%)
     Rusă (2,49%)
Conform recensământului din 2001, majoritatea populației localității Kolodne era vorbitoare de ucraineană (97,51%), existând în minoritate și vorbitori de rusă (2,49%).